# Scotopteryx impleta
Scotopteryx impleta är en fjärilsart som beskrevs av Heinrich 1923. Scotopteryx impleta ingår i släktet backmätare, och familjen mätare. Inga underarter finns listade.